# 提比略 (查士丁尼二世之子)
提比略（希臘語：Τιβέριος，又称提比略四世，705年？—711年12月）是拜占庭帝國皇帝查士丁尼二世的独子，亦为他的第二任妻子狄奥多拉和他唯一的孩子。提比略可能生于705年，在他父亲查士丁尼二世复位后，提比略和他的母亲被召回到君士坦丁堡，其父立他为共治皇帝。711年12月他父亲死于政变，6岁的提比略也随之被杀害。
查士丁尼的母亲阿纳斯塔西娅皇太后闻及其子死讯之后，带着他提比略前往布拉赫奈的圣玛丽大教堂躲避，以先帝君士坦丁四世遺孀之名保護他，但还是未能免于杀身之祸。菲利皮科斯的軍隊将6岁的提比略从祭坛下拖了出来，不顧阿纳斯塔西娅的阻攔，一从教堂里出来便杀死了他。由此希拉克略王朝的血脉就此断绝。
1. ↑  Lynda Garland. . 15 July 2000  [23 February 2019]. （原始内容存档于February 8, 2001）.